# Månbröst
Månbröst (Melanopareia) är ett släkte med sydamerikanska fåglar som länge placerats tillsammans med tapakulerna i familjen Rhinocryptidae. Denna placering har ifrågasatts utifrån DNA-studier och idag behandlas gruppen oftast som den egna familjen Melanopareiidae.

## Utseende och levnadssätt
Månbrösten mäter mellan 14 och 16 cm och väger mellan 16 och 23 gram. De har relativt lång stjärt i förhållande till tapakulerna. Deras fjäderdräkt är iögonfallande med ett distinkt band över bröstet, vilket gett gruppen dess trivialnamn.
De lever i torra buskmarker och födosöker främst på marken, med exakt vad de lever av har inte dokumenterats. De två arterna halsbandsmånbröst och chacomånbröst, förekommer över stora delar av de centrala och södra delarna av Brasilien, Bolivia, Paraguay och norra Argentina, medan de övriga två arterna, praktmånbröst och marañonmånbröst, förekommer mer lokalt i Peru och Ecuador.
Litet är känt om deras ekologi. Man känner bara till chacomånbröstets häckningsekologi. Denna art har en häckningssäsong per år, och den bygger ett skålformigt bo som mäter 15 cm av växtfibrer och palmblad, vilket placeras dolt i gräs och eller en låg buske nära marken. Den lägger två till tre vita ägg med svart fläckar eller prickar.

## Arter
Vanligen urskiljs fyra arter i familjen:
- Halsbandsmånbröst (Melanopareia torquata)
- Chacomånbröst (Melanopareia maximiliani)
- Praktmånbröst (Melanopareia elegans)
- Marañónmånbröst (Melanopareia maranonica)

## Status
Ingen av arterna kategoriseras som utrotningshotad av IUCN.